# Jörg Hiemer
Jörg „Jocky“ Hiemer (* 20. Juli 1958 in Füssen) ist ein ehemaliger deutscher Eishockeyspieler, der in seiner aktiven Zeit von 1974 bis 1991 für den EV Füssen, Kölner EC, ERC Freiburg, Düsseldorfer EG und Eintracht Frankfurt in der Eishockey-Bundesliga spielte.

## Karriere
Schon als Jugendspieler beim EV Füssen kam Hiemer im Seniorenbereich zum Einsatz. Auffällig war er, da er in seinen frühen Jahren mit Sportbrille spielte. Hier spielte er bis zur Saison 1980/81, in der er mit 47 Toren und 33 Vorlagen zu den besten Scorern der Bundesliga gehörte. So war es auch nicht überraschend, dass er im Kader der deutschen Nationalmannschaft für die  Weltmeisterschaft 1981 in Göteborg stand. Dort erzielte er zwei Tore. Gemeinsam mit seinem jüngeren, aber bekannteren Bruder Uli wechselte er nach der WM zum Kölner EC. Auch hier war er einer der besten Torjäger im Team. In der Saison 1983/84 war er beim ERC Freiburg aktiv, bevor er zur Düsseldorfer EG wechselte. Dort fiel er nicht nur durch sein schütteres Haar und seinen Vollbart, sondern vor allem durch seine Torgefahr auf. Nachdem die Torausbeute in der Saison 1986/87 etwas nach unten gegangen war, schloss er sich in der folgenden Saison der Frankfurter Eintracht an. Drei Jahre blieb er am Main, bevor er die Eintracht verließ. Mitte November 1990 schloss er sich dem EC Kassel an, der zu diesem Zeitpunkt Tabellenletzter war. Eine Erfolgsserie zum Ende der Vorrunde reichte aber nicht mehr für die Qualifikation zur Meisterrunde. Nach einem souveränen ersten Platz in der Relegationsrunde beendete er seine aktive Karriere.
1992 gründete er zusammen mit seinem Bruder und Gerd Truntschka die „Vereinigung der Eishockeyspieler“ (vde), die erste Spielergewerkschaft in Deutschland. Diese setzte sich vor allem nach Gründung der Deutschen Eishockey Liga für Spielerrechte und eine Professionalisierung der Liga ein.
Ende der 1990er Jahre war Hiemer Manager des EC Bad Nauheim.